# Roberto Soriano
Roberto Soriano (Darmstadt, 8 febbraio 1991) è un calciatore italiano con cittadinanza tedesca, centrocampista svincolato.

## Biografia
È nato a Darmstadt, in Germania, da genitori originari di Sperone, in Irpinia.

## Caratteristiche tecniche
È un trequartista abbastanza duttile, capace d'interpretare anche il ruolo di seconda punta. Dispone di ottima tecnica individuale, agilità, dribbling e buona visione di gioco. Il suo piede preferito è il destro, ma sa disimpegnarsi bene anche col sinistro. I moduli a cui si adatta meglio sono il 4-2-3-1 e il 4-4-1-1, nei quali agisce dietro la punta.
È molto bravo nel pressing (specialmente quello alto) e negli inserimenti senza palla, ed è dotato di una buona visione di gioco.

## Carriera

### Club

#### Inizi in Germania e Sampdoria
Si forma calcisticamente in Germania, dapprima nel Darmstadt e in seguito nel Bayern Monaco, che nel 2006 lo ingaggia nelle sue giovanili.
Fatta la trafila nelle formazioni giovanili del club bavarese, nel gennaio 2009 viene acquistato a titolo definitivo dalla Sampdoria, che lo fa giocare per 6 mesi nella Primavera. Soriano viene comunque più volte aggregato in prima squadra fino ad essere convocato per la partita contro il Palermo (terminata 2-2), nell'ultima giornata di campionato. Nella stagione 2009-2010 viene inserito nella rosa della prima squadra, ma non scende mai in campo, venendo così utilizzato solamente nella Primavera.

#### Prestito all'Empoli
Il 22 giugno 2010 passa in prestito all'Empoli, in Serie B, nell'ambito dell'operazione che porta Pozzi definitivamente in blucerchiato. Il 22 agosto 2010, a 19 anni, esordisce in Serie B giocando da titolare nella partita esterna contro il Frosinone (terminata 2-3 a favore dei toscani). Realizza il suo primo gol in carriera l'11 dicembre 2010 contro il Portogruaro, con una girata che sblocca il risultato della partita. Il 16 aprile 2011 segna la sua seconda rete stagionale nella gara contro l'Atalanta (vinta 2-1). Chiude il campionato, nel quale l'Empoli arriva al 9º posto, con 27 presenze e 2 reti.

#### Sampdoria
Nella stagione 2011-2012 ritorna alla Sampdoria, appena retrocessa in Serie B. Debutta ufficialmente in blucerchiato il 5 ottobre 2011 nella partita contro il Verona (1-1), subentrando a Daniele Dessena. Gioca poi da titolare il 9 ottobre contro il Sassuolo (1-1). Il 26 maggio 2012 segna il suo primo gol con il Doria nella partita contro il Varese (persa 3-1). La stagione si conclude con 16 presenze in Serie B, di cui 3 nei play-off, vinti proprio dalla Sampdoria, che ottiene  dunque la promozione in massima serie.

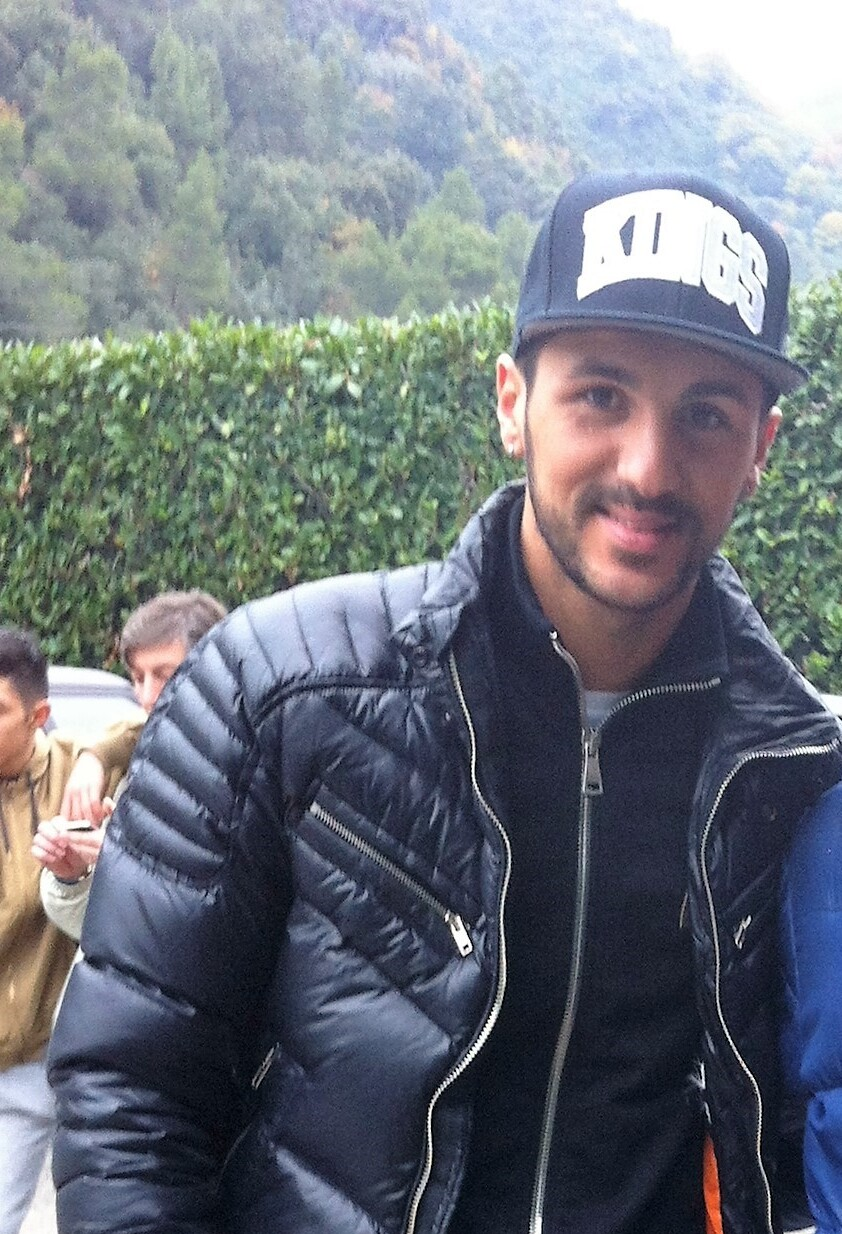
Soriano nel 2015 al Centro Sportivo Gloriano Mugnaini

Viene confermato nella rosa dei blucerchiati anche per la stagione seguente, nella quale il 26 agosto 2012, a 21 anni, esordisce in Serie A nella partita contro il Milan (vinta 1-0), subentrando al 76º minuto ad Éder. Il 21 dicembre rinnova il proprio contratto fino al 30 giugno 2017. Conclude la sua prima stagione in Serie A collezionando 24 presenze in campionato.
L'annata successiva vede, con l'arrivo nel novembre 2013 di mister Siniša Mihajlović, la svolta per Soriano, che diventa titolare e pedina fondamentale della formazione blucerchiata, con la quale mette a segno anche 5 gol in 29 partite: il primo gol il 24 novembre 2013 contro la Lazio (1-1), due reti il 23 marzo 2014 contro il Verona (5-0 per i blucerchiati) e altre due contro il Chievo (vittoria per 2-1) e l'Udinese (3-3). Nello stesso anno, a stagione in corso, si aggiudica il trofeo Giovane Rivelazione della Serie A a margine della presentazione della V edizione della "Dommo Cup" per la Fondazione Stefano Borgonovo, con il supporto della testata SampNews24. A fine stagione si aggiudica anche la seconda edizione del Premio SampNews24, consegnato al giocatore che più si è distinto nel corso della stagione precedente per qualità tecniche e umane.
Nella stagione successiva si conferma come titolare su ottimi livelli e realizza 4 gol in campionato, di cui una doppietta contro l'Udinese. La Sampdoria arriva settima in campionato e ottiene, inoltre, la qualificazione al terzo turno preliminare di Europa League per via dell'esclusione del Genoa. Rimane al club blucerchiato anche nella stagione 2015-2016, dopo il mancato trasferimento al Napoli; la società partenopea, infatti, deposita il suo contratto quattro minuti dopo la chiusura del calciomercato, per cui l'affare (che avrebbe visto il calciatore partenopeo Zúñiga effettuare il percorso inverso) non viene considerato valido.
Esordisce nelle coppe europee nel terzo turno preliminare di Europa League contro il Vojvodina, che elimina la Sampdoria dalla competizione. A inizio stagione rinnova il proprio contratto, sottoscrivendo un accordo fino al 30 giugno 2020. Segna la sua prima rete dell'anno contro il Bologna il 14 settembre 2015, siglando il risultato di 2-0, e la seconda contro l'Atalanta al 94', nella partita persa 2-1 il 28 settembre. La terza marcatura giunge il 25 settembre nella partita contro il Verona, vinta per 4-1, fornendo oltretutto anche un assist. Il 5 gennaio 2016, siglando una doppietta nel Derby di Genova, permette ai blucerchiati di vincere la sfida per 2-3. Termina la stagione con 8 gol in campionato, segnati in 37 presenze.

#### Villarreal
Il 2 agosto 2016 si trasferisce a titolo definitivo in Spagna, al Villarreal, per la cifra di 14,1 milioni di euro. Esordisce con la sua nuova squadra il 17 agosto 2016, nella partita di andata dei play-off di Champions League, persa 2-1 in casa contro il Monaco. Esordisce nella Liga il 20 agosto seguente, nella partita contro il Granada (1-1). Il 16 ottobre mette a segno le sue prime reti nella Liga, realizzando una doppietta nella partita casalinga vinta 5-0 contro il Celta Vigo (in particolare, i due gol sono stati realizzati nei primi cinque minuti). Termina la stagione, che il Villarreal chiude al 5º posto, con 33 presenze e 10 gol in campionato.
L’anno seguente non segna alcun gol in 22 presenze in campionato. In tutto, in due stagioni, ha giocato 73 partite e segnato 11 gol tra campionato, Coppa del Re, preliminari di Champions League ed Europa League.

#### Torino
Il 17 agosto 2018 viene ufficializzato il suo trasferimento al Torino, in prestito con diritto di riscatto. Esordisce in granata in occasione della sconfitta interna contro la Roma (0-1), alla prima giornata di campionato. Il primo gol con i granata arriva il 6 dicembre nel quarto turno di Coppa Italia, contro il Südtirol (2-0).

#### Bologna
Quello in coppa è stato il suo unico gol in 12 presenze complessive, dato che il 4 gennaio 2019, a seguito dello scarso minutaggio concessogli dall'allenatore del Torino Walter Mazzarri, viene ufficializzato il suo passaggio al Bologna (dove ritrova mister Mihajlović), in prestito con diritto di riscatto fissato a 11 milioni di euro. Debutta il 20 gennaio nella partita pareggiata contro la SPAL (1-1), giocando tutta la gara. Il primo gol viene messo a segno il 10 marzo durante la partita casalinga contro il Cagliari (2-0), su assist del nuovo compagno Nicola Sansone. Il 6 giugno, dopo avere contribuito alla salvezza del Bologna, gli emiliani comunicano di averlo riscattato dal Villarreal.
Il 28 settembre 2020, in occasione della seconda partita di campionato tra Bologna e Parma (vinta 4-1 dai felsinei), realizza la sua prima doppietta con addosso la maglia del Bologna; nella stessa partita fornisce anche un assist ad Andreas Skov Olsen per il momentaneo 3-0 dei rossoblù.
In occasione del quarto turno di Coppa Italia, nella sconfitta per 2-4 in casa contro lo Spezia, diventa capitano della propria squadra.
Nella stagione successiva diventa capitano dei rossoblù. Il 18 febbraio 2023, in occasione della gara contro la Sampdoria, terminata 1-2 in favore dei rossoblù, torna al gol dopo 700 giorni dalla sua ultima marcatura (proprio contro la sua ex squadra). Nell'intervista post-partita dichiara, tra le lacrime, che il gol era arrivato anche grazie all'aiuto di Mihajlović, ricordando l'ex tecnico rossoblù (deceduto a causa di una leucemia due mesi prima). Al termine di questa stagione lascia il Bologna dopo quattro anni, restando svincolato e avendo poi modo di recuperare da un lungo infortunio a un ginocchio.

#### Salernitana
Il 20 agosto 2024, dopo una stagione d'inattività, si accasa in Serie B alla Salernitana. Fa il proprio esordio con i granata quattro giorni dopo, in occasione della gara esterna contro il Südtirol, persa per 3-2. Il 25 settembre debutta anche in Coppa Italia, nel match contro l'Udinese, valido per il secondo turno. Segna la sua prima rete con i campani il 1º dicembre, nella gara vinta per 4-1 contro la Carrarese. Si ripete la settimana seguente, segnando la rete del momentaneo 0-1 in casa del Modena. Il giocatore termina l'annata con 33 presenze e 4 marcature, con il club campano retrocesso in Serie C.

### Nazionale

#### Nazionali giovanili
Tra le nazionali giovanili ha giocato con l'Under-17, di cui è stato il capitano, l'Under-18 e l'Under-19.
Il 4 settembre 2009, a 18 anni, ha esordito in nazionale Under-21 giocando titolare nella partita Galles-Italia (2-1), disputata a Swansea e valida per le qualificazioni all'Europeo 2011. Trova la sua prima marcatura con l'Under-21 il 17 novembre, nella gara Lussemburgo-Italia (0-4). Nel 2010 viene convocato da Massimo Piscedda per l'Europeo Under-19, disputato in Francia. Il 3 settembre 2010 segna invece la sua seconda rete in Under-21, gol della vittoria della sfida Bosnia-Italia 0-1.

#### Nazionale maggiore
Convocato dal CT Cesare Prandelli, dal 10 al 12 marzo 2014 partecipa ad uno stage organizzato allo scopo di visionare i giovani giocatori più interessanti del campionato, venendo riconfermato per il raduno successivo del 14 e 15 aprile.
Il 10 novembre 2014 viene convocato in nazionale dal CT Antonio Conte e fa il suo esordio il successivo 16 novembre, a 23 anni, subentrando a Manuel Pasqual al 28' del primo tempo nella partita Italia-Croazia (1-1), disputata allo Stadio Giuseppe Meazza e valida per le qualificazioni all'Europeo 2016.
Nonostante avesse sempre fatto parte del giro azzurro durante il biennio, il CT decide di non convocarlo per Euro 2016, non inserendolo neanche tra i pre-convocati per la manifestazione.
Ritorna in nazionale con il CT Roberto Mancini, che lo inserisce nella lista dei convocati per le tre partite in programma nel novembre 2020. Torna in campo con la nazionale l'11 novembre 2020, dopo cinque anni di assenza, giocando titolare nella partita amichevole vinta 4-0 contro l'Estonia, disputata a Firenze.

## Statistiche

### Presenze e reti nei club
Statistiche aggiornate al 22 giugno 2025.
| Stagione          | Squadra           | Campionato        | Campionato | Campionato | Coppe nazionali | Coppe nazionali | Coppe nazionali | Coppe continentali | Coppe continentali | Coppe continentali | Altre coppe | Altre coppe | Altre coppe | Totale | Totale |
| Stagione          | Squadra           | Comp              | Pres       | Reti       | Comp            | Pres            | Reti            | Comp               | Pres               | Reti               | Comp        | Pres        | Reti        | Pres   | Reti   |
| ----------------- | ----------------- | ----------------- | ---------- | ---------- | --------------- | --------------- | --------------- | ------------------ | ------------------ | ------------------ | ----------- | ----------- | ----------- | ------ | ------ |
| 2010-2011         | Empoli            | B                 | 27         | 2          | CI              | 2               | 0               | -                  | -                  | -                  | -           | -           | -           | 29     | 2      |
| 2011-2012         | Sampdoria         | B                 | 13+3       | 1          | CI              | 0               | 0               | -                  | -                  | -                  | -           | -           | -           | 16     | 1      |
| 2012-2013         | Sampdoria         | A                 | 24         | 0          | CI              | 1               | 0               | -                  | -                  | -                  | -           | -           | -           | 25     | 0      |
| 2013-2014         | Sampdoria         | A                 | 29         | 5          | CI              | 0               | 0               | -                  | -                  | -                  | -           | -           | -           | 29     | 5      |
| 2014-2015         | Sampdoria         | A                 | 33         | 4          | CI              | 2               | 0               | -                  | -                  | -                  | -           | -           | -           | 35     | 4      |
| 2015-2016         | Sampdoria         | A                 | 37         | 8          | CI              | 1               | 0               | UEL                | 2                  | 0                  | -           | -           | -           | 40     | 8      |
| Totale Sampdoria  | Totale Sampdoria  | Totale Sampdoria  | 136+3      | 18         |                 | 4               | 0               |                    | 2                  | 0                  |             | -           | -           | 145    | 18     |
| 2016-2017         | Villarreal        | PD                | 33         | 10         | CR              | 3               | 1               | UCL+UEL            | 2+5                | 0                  | -           | -           | -           | 43     | 11     |
| 2017-2018         | Villarreal        | PD                | 22         | 0          | CR              | 2               | 0               | UEL                | 6                  | 0                  | -           | -           | -           | 30     | 0      |
| Totale Villarreal | Totale Villarreal | Totale Villarreal | 55         | 10         |                 | 5               | 1               |                    | 13                 | 0                  |             | -           | -           | 73     | 11     |
| 2018-gen. 2019    | Torino            | A                 | 11         | 0          | CI              | 1               | 1               | -                  | -                  | -                  | -           | -           | -           | 12     | 1      |
| gen.-giu. 2019    | Bologna           | A                 | 17         | 2          | CI              | 1               | 0               | -                  | -                  | -                  | -           | -           | -           | 18     | 2      |
| 2019-2020         | Bologna           | A                 | 29         | 5          | CI              | 1               | 0               | -                  | -                  | -                  | -           | -           | -           | 30     | 5      |
| 2020-2021         | Bologna           | A                 | 37         | 9          | CI              | 2               | 0               | -                  | -                  | -                  | -           | -           | -           | 39     | 9      |
| 2021-2022         | Bologna           | A                 | 35         | 0          | CI              | 1               | 1               | -                  | -                  | -                  | -           | -           | -           | 36     | 1      |
| 2022-2023         | Bologna           | A                 | 27         | 1          | CI              | 3               | 0               | -                  | -                  | -                  | -           | -           | -           | 30     | 1      |
| Totale Bologna    | Totale Bologna    | Totale Bologna    | 145        | 17         |                 | 8               | 1               |                    | -                  | -                  |             | -           | -           | 153    | 18     |
| 2024-2025         | Salernitana       | B                 | 31+2       | 4          | CI              | 1               | 0               | -                  | -                  | -                  | -           | -           | -           | 34     | 4      |
| Totale carriera   | Totale carriera   | Totale carriera   | 410        | 51         |                 | 21              | 3               |                    | 15                 | 0                  |             | -           | -           | 446    | 54     |

### Cronologia presenze e reti in nazionale
| Cronologia completa delle presenze e delle reti in nazionale ― Italia | Cronologia completa delle presenze e delle reti in nazionale ― Italia | Cronologia completa delle presenze e delle reti in nazionale ― Italia | Cronologia completa delle presenze e delle reti in nazionale ― Italia | Cronologia completa delle presenze e delle reti in nazionale ― Italia | Cronologia completa delle presenze e delle reti in nazionale ― Italia | Cronologia completa delle presenze e delle reti in nazionale ― Italia | Cronologia completa delle presenze e delle reti in nazionale ― Italia |
| Data                                                                  | Città                                                                 | In casa                                                               | Risultato                                                             | Ospiti                                                                | Competizione                                                          | Reti                                                                  | Note                                                                  |
| --------------------------------------------------------------------- | --------------------------------------------------------------------- | --------------------------------------------------------------------- | --------------------------------------------------------------------- | --------------------------------------------------------------------- | --------------------------------------------------------------------- | --------------------------------------------------------------------- | --------------------------------------------------------------------- |
| 16-11-2014                                                            | Milano                                                                | Italia                                                                | 1 – 1                                                                 | Croazia                                                               | Qual. Euro 2016                                                       | -                                                                     | 28’                                                                   |
| 28-3-2015                                                             | Sofia                                                                 | Bulgaria                                                              | 2 – 2                                                                 | Italia                                                                | Qual. Euro 2016                                                       | -                                                                     | 72’ 88’                                                               |
| 31-3-2015                                                             | Torino                                                                | Italia                                                                | 1 – 1                                                                 | Inghilterra                                                           | Amichevole                                                            | -                                                                     |                                                                       |
| 16-6-2015                                                             | Ginevra                                                               | Italia                                                                | 0 – 1                                                                 | Portogallo                                                            | Amichevole                                                            | -                                                                     | 59’ 54’                                                               |
| 3-9-2015                                                              | Firenze                                                               | Italia                                                                | 1 – 0                                                                 | Malta                                                                 | Qual. Euro 2016                                                       | -                                                                     | 78’                                                                   |
| 13-10-2015                                                            | Roma                                                                  | Italia                                                                | 2 – 1                                                                 | Norvegia                                                              | Qual. Euro 2016                                                       | -                                                                     |                                                                       |
| 13-11-2015                                                            | Bruxelles                                                             | Belgio                                                                | 3 – 1                                                                 | Italia                                                                | Amichevole                                                            | -                                                                     | 60’                                                                   |
| 17-11-2015                                                            | Bologna                                                               | Italia                                                                | 2 – 2                                                                 | Romania                                                               | Amichevole                                                            | -                                                                     | 60’                                                                   |
| 11-11-2020                                                            | Firenze                                                               | Italia                                                                | 4 – 0                                                                 | Estonia                                                               | Amichevole                                                            | -                                                                     |                                                                       |
| Totale                                                                |                                                                       | Presenze                                                              | 9                                                                     |                                                                       | Reti                                                                  | 0                                                                     |                                                                       |